# Jurinella epileuca
Jurinella epileuca là một loài ruồi trong họ Tachinidae.